# Crime in the Streets
Crime in the Streets (bra: A Rua do Crime) é um filme de 1956 sobre delinquência juvenil, dirigido por Don Siegel e baseado em uma peça de televisão escrita por Reginald Rose. A peça apareceu pela primeira vez na Elgin Hour e foi dirigida por Sidney Lumet. 
O filme, estrelado por James Whitmore e John Cassavetes, também contou com o ator Sal Mineo, que já havia aparecido em Rebelde Sem Causa . Por seu papel em Crime nas ruas, Mineo ganhou um apelido de Hollywood, "The Switchblade Kid". Malcolm Atterbury, Virginia Gregg e o futuro diretor Mark Rydell tiveram papéis de destaque. 
Siegel adaptou a peça para um filme, expandindo algumas sequências, mas mantendo grande parte do mesmo elenco. Seu treinador de diálogo creditado no filme foi Sam Peckinpah. 

## Elenco
- James Whitmore como Ben Wagner
- John Cassavetes como Frankie Dane
- Sal Mineo como Angelo "Baby" Gioia
- Virginia Gregg como Mrs. dinamarquês
- Malcolm Atterbury como McAllister
- Mark Rydell como Lou Macklin
- Denise Alexander como Maria Gioia (sua primeira aparição no cinema)